# الحزب المريتيجي الموحد
الحزب المريتيجي الموحد (بالإسبانية: Partido Unificado Mariateguista) كان حزبًا سياسيًا في بيرو تأسس في عام 1984 من قبل الطليعة الثورية وحركة اليسار الثوري وحزب العمال الثوري وقسم من الحزب الشيوعي الثوري. وكان من بين القادة خافيير دييز كانسيكو، وأغستين هيا دي لا توري، سانتياغو بيدراليو، هوجو بلانكو، إدواردو كاسيريس وكارلوس تابيا.
كان الحزب جزءًا من اليسار المتحد. في عام 1990، انسحب الحزب من اليسار المتحد. في عام 1995، انضم مرة أخرى إلى اليسار المتحد، مع اتحاد اليسار الثوري.